# ثریا پرلیکا
ثریا پرلیکا (تولد ۱۳۲۳ وفات۲۹ قوس ۱۳۹۷) یکی از زنان مبارز راه آزادی نهضت زنان در افغانستان بود. او سال‌ها به عنوان فعال حقوق زنان در افغانستان فعالیت کرد. در چهار دههٔ گذشته در شرایط دشوار قهرمانانه به مبارزهٔ خستگی ناپذیرش به‌خاطر احقاق حقوق زنان ادامه داد. در سال ۲۰۰۵ نامرد دریافت جایزه نوبل برای صلح بود ولی موفق نگردید.

## زندگی‌نامه
ثریا در قریه کمری ولسوالی بگرامی کابل تولد گردید. موصوفه در سال ۱۹۶۲ از لیسه عالی زرغونه فارغ‌التحصیل گردید. وی تا سطح ماستری تحصیل کرده بود. او سند تحصیلی خود را تا مقطع لیسانس از دانشکده اقتصاد دانشگاه کابل و سند ماستری‌اش را از کشور اوکراین به دست آورده بود. در سال ۱۳۵۷ زمانی که رئیس سازمان دموکراتیک زنان افغانستان بود، برای ۱۸ ماه در زندان پلچرخی زندانی بود و براساس گزارش‌ها مورد شکنجه قرار گرفت. بعد از اینکه آزاد شد دوباره به عنوان رئیس سازمان دموکراتیک زنان گماشته شد. ثریا پرلیکا در سال ۱۳۶۲ به عنوان رئیس سازمان هلال احمر افغانستان منصوب شد و تا زمان سقوط حکومت چپ‌گرای افغانستان در سال ۱۳۷۱ در این سمت باقی ماند. در سال ۲۰۰۳ میلادی اتحادیه سراسری زنان افغان را تأسیس کرد. او همچنین عضو لویه جرگه تدوین قانون اساسی افغانستان بود. در زمان تدوین قانون اساسی جدید افغانستان تلاش کرد که حقوق مساوی برای مردان و زنان در این قانون در نظر گرفته شود.
ثریا پرلیکا در شب (۲۹ قوس/آذر) در کشور سوئیس به عمر ۷۵ سالگی درگذشت.